# Melica spectabilis
Melica spectabilis är en gräsart som beskrevs av Frank Lamson Scribner. Melica spectabilis ingår i släktet slokar, och familjen gräs. Inga underarter finns listade i Catalogue of Life.

## Bildgalleri

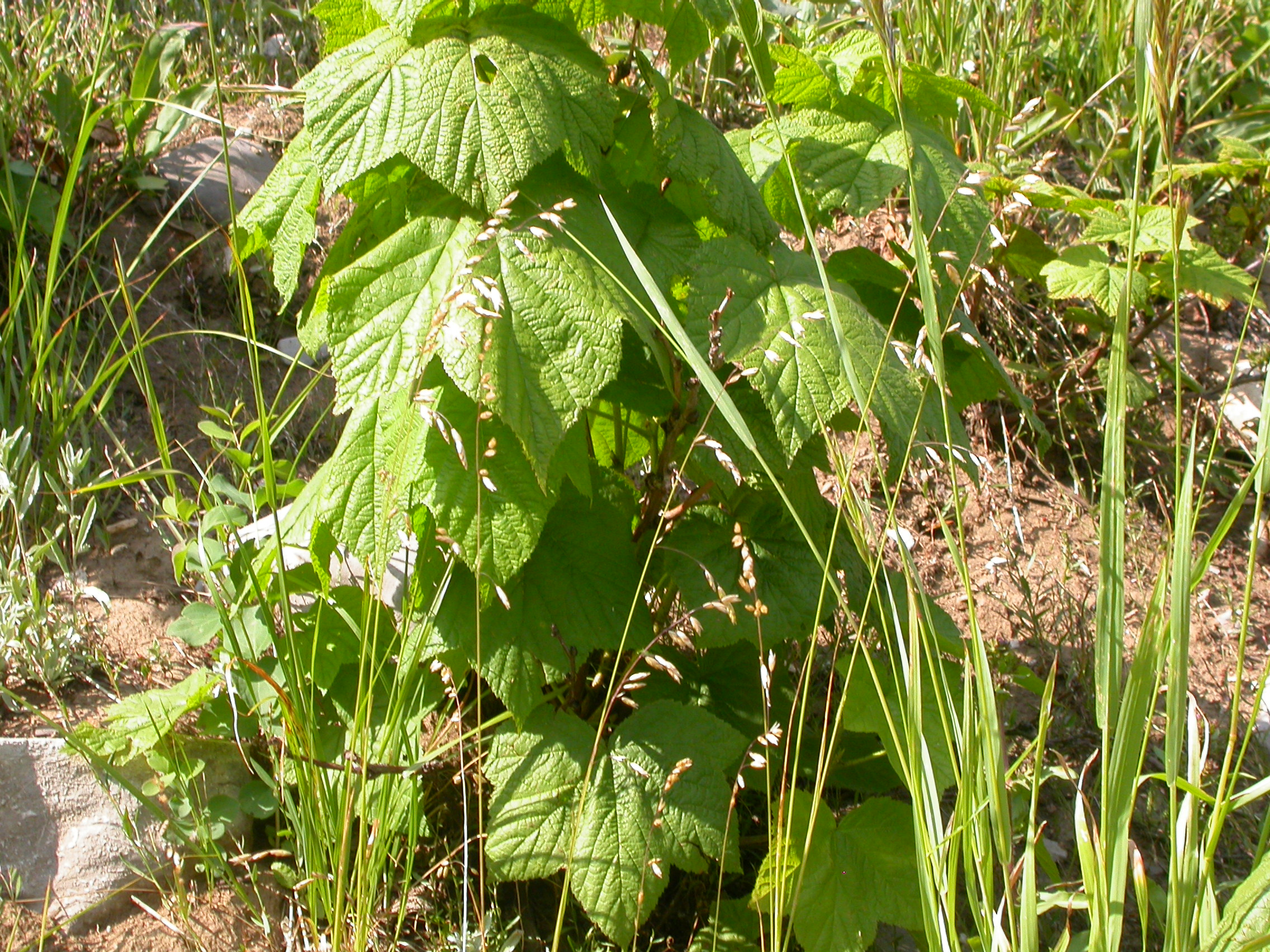
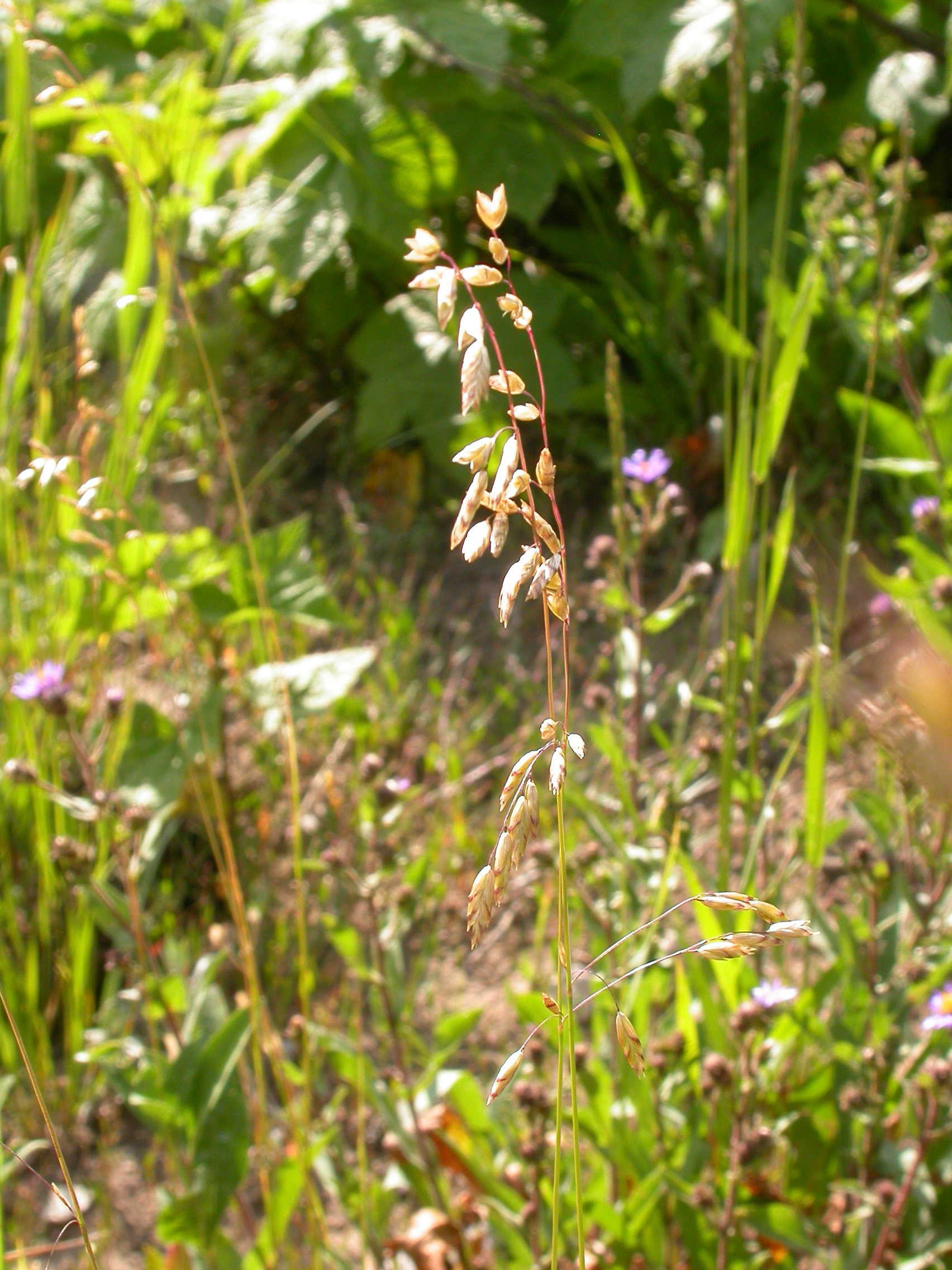
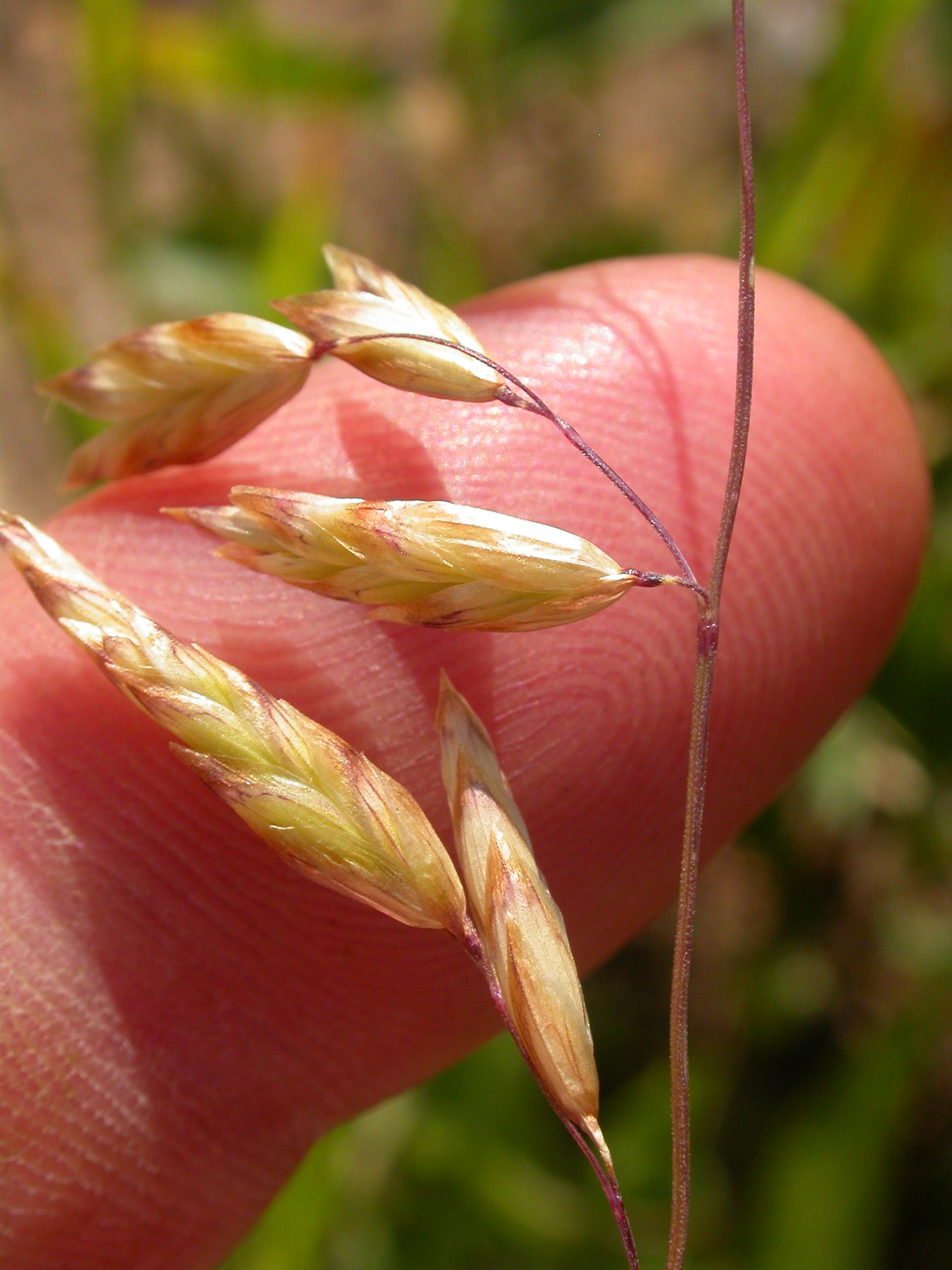
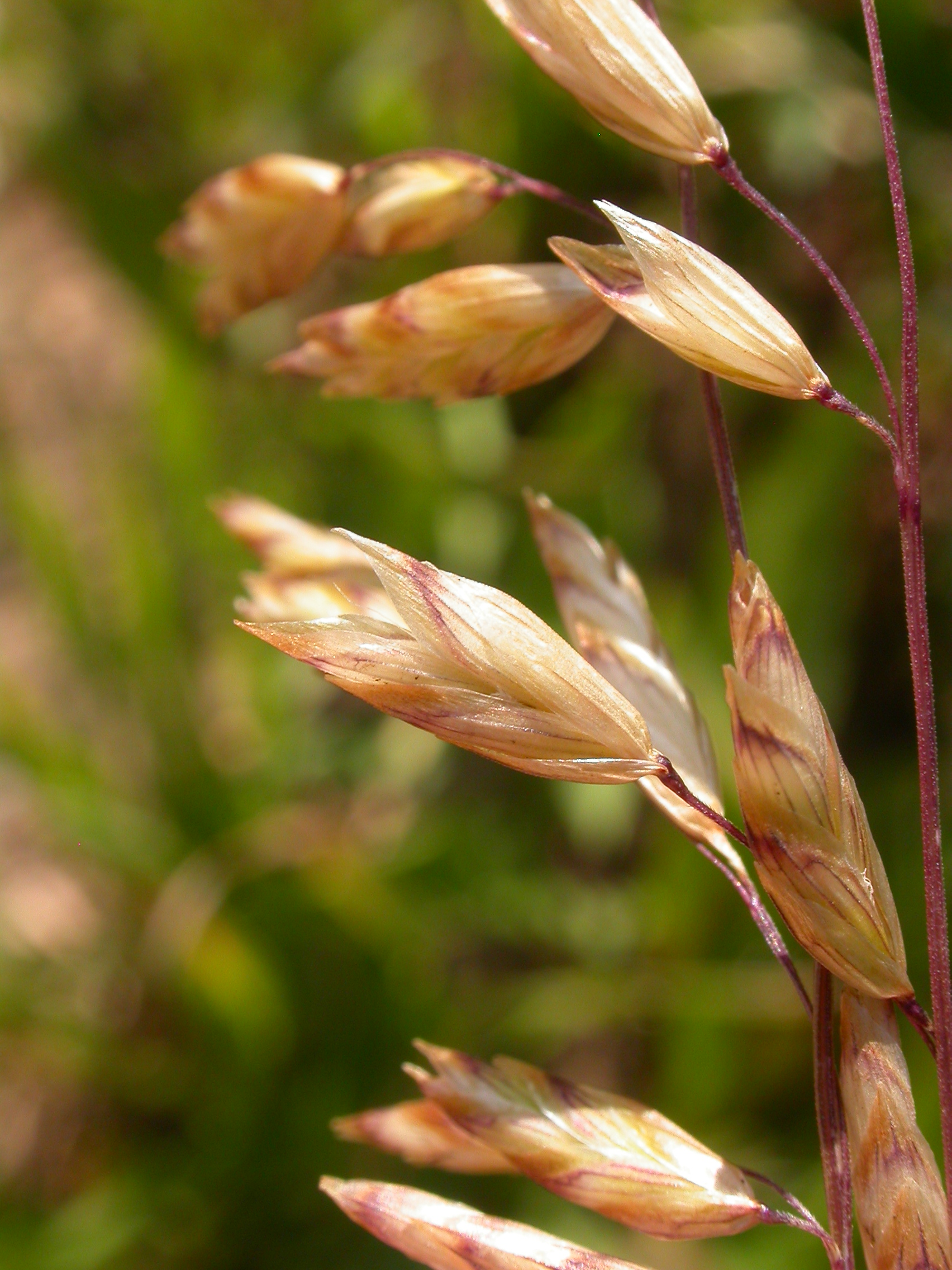
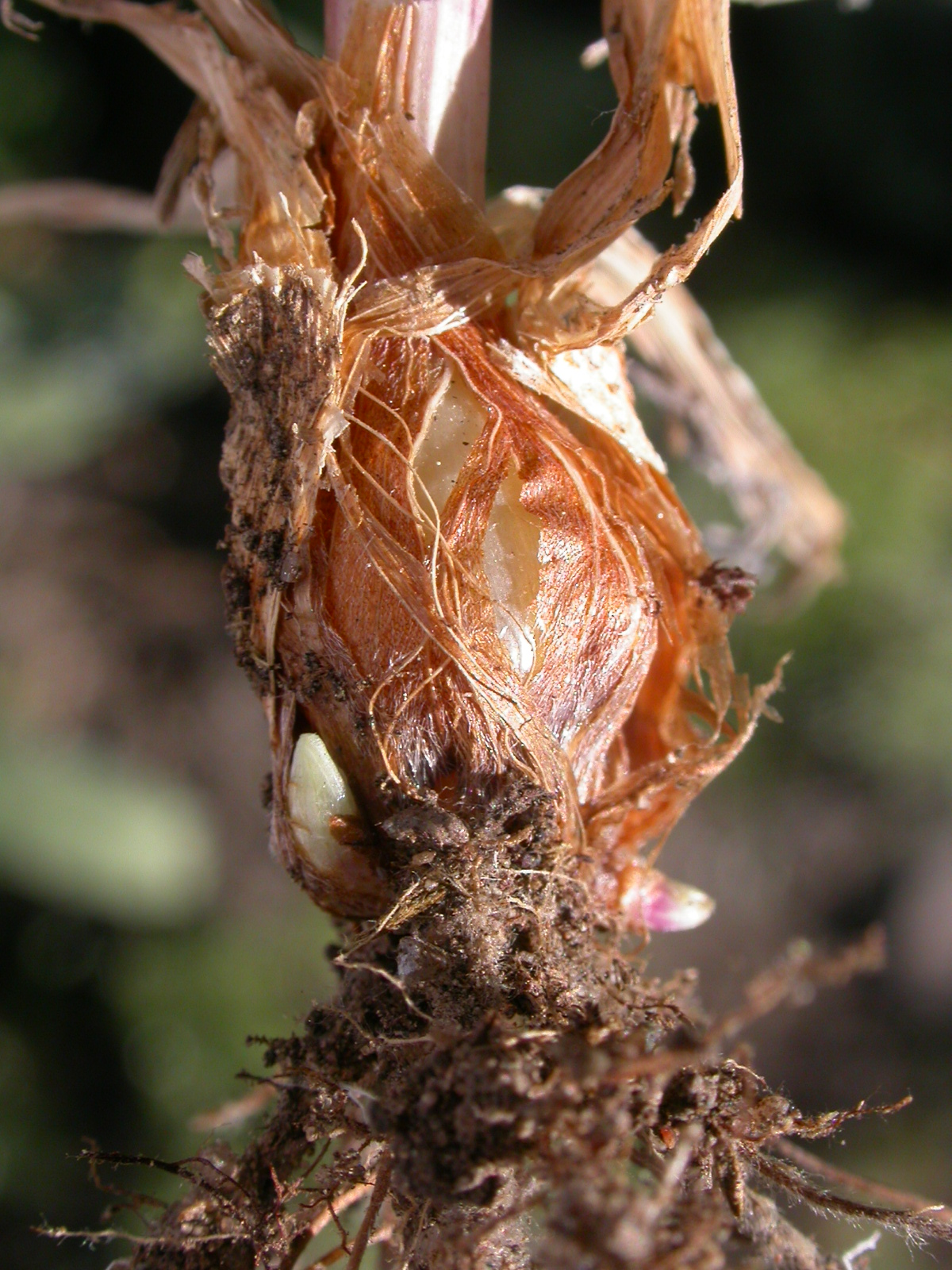
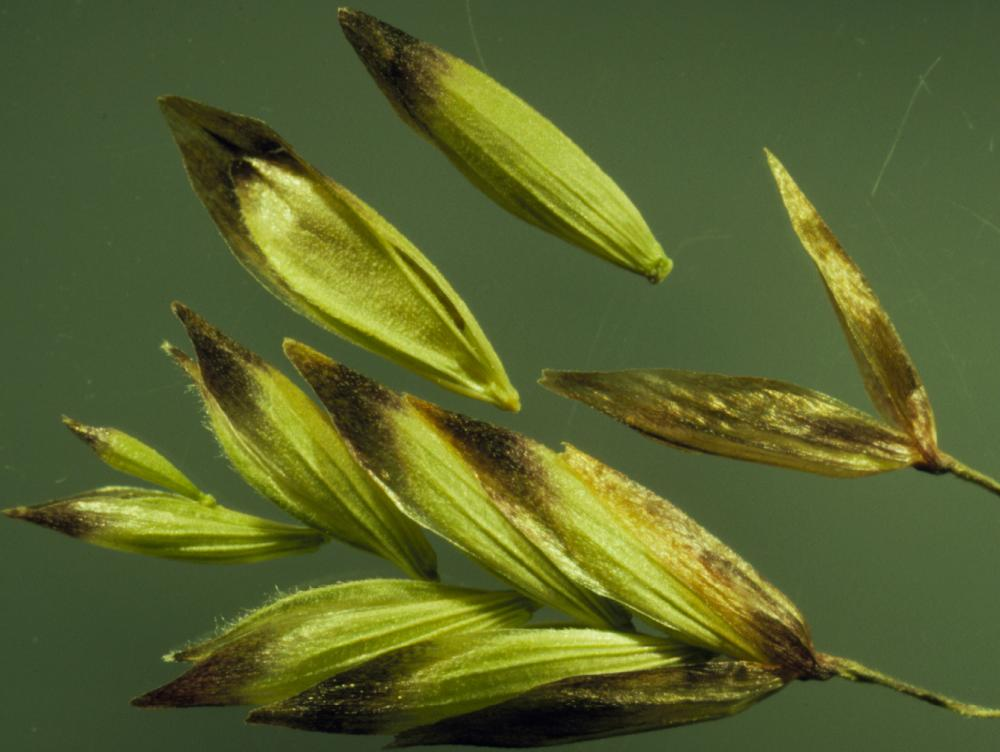